# Final Scratch
Final Scratch est une interface homme-machine visant à combiner le mix digital (avec des fichiers musicaux de type mp3 ou Wav) et le DJing classique à l'aide de platines vinyles.

## Historique
Cette technologie a été développée avec l'aide de John Acquaviva et Richie Hawtin et en collaboration avec une firme néerlandaise, N2IT, puis au travers d'une coentreprise entre Stanton Magnetics et Native Instruments pour une intégration avec le logiciel de mix digital de cette dernière, Traktor. Aujourd'hui, l'interface Final Scratch a évolué puis disparu, la collaboration entre Stanton et Native Instruments a cessé, et a été dorénavant remplacée chez Native Instruments par Traktor Scratch.

## Utilisateurs
Les DJ avec un minimum d’expérience peuvent essayer le mix virtuel de Final Scratch.